# Zygonoides fraseri
Zygonoides fraseri é uma espécie de libelinha da família Libellulidae.
Pode ser encontrada nos seguintes países: Gana e Uganda.
Os seus habitats naturais são: savanas áridas, matagal árido tropical ou subtropical e rios.